# Berkner Bank
Die Berkner Bank (englisch) ist eine submarine Bank inmitten des westantarktischen Weddell-Meers. Auf ihr fußen die Berkner-Insel und der Henry Ice Rise.
Namensgeber der Formation ist seit 1973 Lloyd Viel Berkner (1905–1967), ein Mitglied der US-amerikanischen Byrd Antarctic Expedition (1928–1930).